# Arquiabadía de Beuron

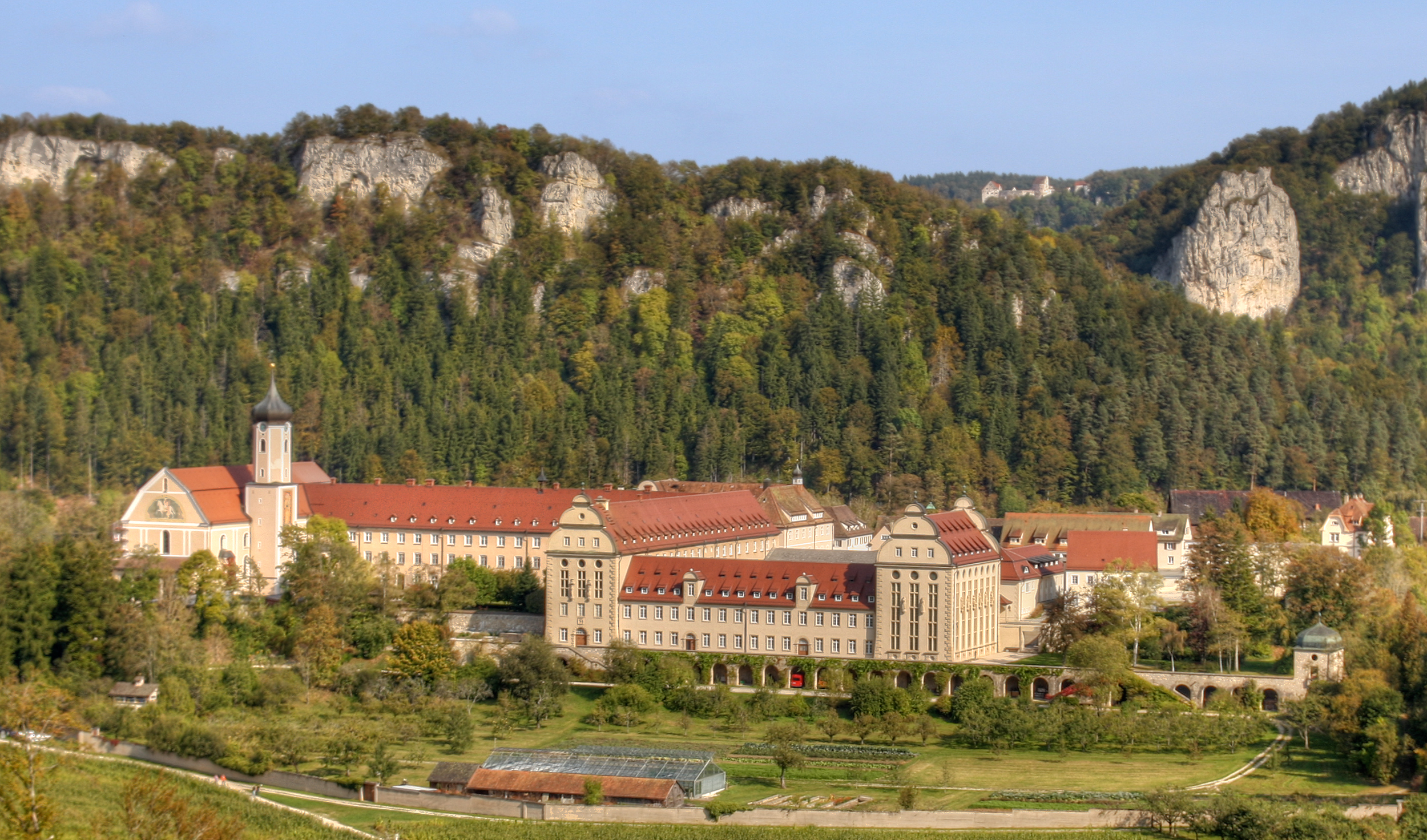
Fotografía de la abadía tomada en 2009.

La arquiabadía de Beuron (en alemán: Erzabtei Beuron, o también Erzabtei St. Martin; en latín: Archiabbatia Sancti Martini Beuronensis) es un monasterio de la orden benedictina situado en Beuron, en el valle del Danubio, en el estado alemán de Baden-Württemberg.

## Historia
Fue fundada en 1863 por los hermanos Maurus y Placidus Wolter, en edificios que hasta el año 1802 habían albergado un monasterio agustiniano. Entre 1875 y 1887, los monjes tuvieron que abandonar la abadía a causa del conflicto cultural que tuvo lugar en el Imperio alemán —conocido como Kulturkampf—, pero aprovecharon la ocasión para fundar nuevas comunidades en otros lugares. Estas se unirían más tarde bajo el liderazgo de Beuron, formando parte de la Congregación de Beuron, integrada en la Confederación Benedictina.
En el periodo del paso del siglo XIX al XX, la escuela de arte de Beuron tuvo una gran influencia en el arte religioso, con su énfasis en el arte cristiano y bizantino.
La abadía sigue siendo un centro de estudio, con una de las mayores librerías monásticas de toda Alemania, que da cobijo a 400 000 libros. Viene publicando desde 1884 el Missale Romanum, producido por el padre Anselm Schott. Asimismo, alberga el Vetus-Latina-Institut, cuyo principal propósito es la colección y publicación de todas las traducciones de la Biblia al latín antiguo que aún existen.

## Arquiabades
1. Maurus (Rudolf) Wolter de Bonn (1825-1890): prior fundador en 1863, abad entre 1868 y 1890, arquiabad desde 1885
2. Placidus (Ernst) Wolter de Bonn, hermano fundador (1828-1908): 1890-1908
3. Ildefons (Friedrich) Schober de Pfullendorf (1849-1918): 1908-1917
4. Raphael (Josef) Walzer de Ravensburg (1888-1966): 1918-1937
5. Benedikt (Karl Borromäus) Baur de Mengen (1877-1963): 1938-1955
6. Benedikt (Johannes) Reetz de Ripsdorf/Eifel (1897-1964): 1957-1964
7. Damasus (Josef) Zähringer de Ibach (1899-1977): 1965-1967
8. Ursmar (Johannes) Engelmann de Jena (1909-1986): 1970-1980
9. Hieronymus (Gerhard) Nitz de Flensburg (nacido en 1928): 1980–2001
10. Theodor (Klaus) Hogg de Kirchen-Hausen (nacido en 1941): 2001–2011
11. Tutilo (Hans) Burger de Löffingen-Seppenhofen (nacido en 1965), desde 2011